# Storyline (Wissenschaftskommunikation)
Das Entwickeln einer Storyline ist eine Vorgehensweise in der Wissenschaftskommunikation. Dabei werden Zusammenhänge und Kausalketten, die statistisch deutlich nachweisbar doch mit relativer großer Unsicherheit behaftet sind, durch eine leicht verständliche Abfolge von Ereignissen (eine Art Geschichte mit roten Faden) beschrieben.
Diese Methode wurde im Rahmen der Klimaforschung von dem englischen Professor für Climate Science Theodore Gordon Shepherd und seinen Mitarbeitern entwickelt.
Storylines fanden Anwendung in Teil I Kapitel 10 (insbesondere in Box 10.2) des Sechsten Sachstandsbericht des Weltklimarats (IPCC).